# Závažná Poruba
Závažná Poruba (bis 1946 slowakisch „Zavážna Poruba“ – bis 1927 „Zavažná Poruba“ oder auch „Liptovská Poruba“; ungarisch Németporuba) ist eine Gemeinde im Norden der Slowakei, mit 1295 Einwohnern (Stand 31. Dezember 2024), die zum Okres Liptovský Mikuláš, einem Teil des Žilinský kraj gehört und zur traditionellen Landschaft Liptau gezählt wird.

## Geographie
Die Gemeinde befindet sich in der mittleren Liptau. Das knapp 18,7 km² große Gemeindegebiet erstreckt sich von der im Talkessel Podtatranská kotlina fließenden Waag im Norden (615 m n.m.) über das Ortszentrum im Tal Lažtek (643 m n.m.) bis in der Niederen Tatra gelegenen Berg Krakova hoľa (1752 m n.m.) hinein. Der „Hausberg“ ist jedoch die Poludnica (1549 m n.m.), unter deren sich ein Skigebiet namens Opalisko befindet. Das Dorf ist fünf Kilometer von Liptovský Mikuláš entfernt.

## Geschichte
Der Ort wurde zum ersten Mal 1377 als possessio Nemethporuba schriftlich erwähnt. Die Bevölkerung lebte seit der Gründung hauptsächlich von Vieh- und Schafzucht, später auch von Landwirtschaft. Im 19. und 20. Jahrhundert waren Maurerei und Zimmerei verbreitet.

### Name
Das Wort „Poruba“ bezieht sich auf durch Holzfäller entstandene Lichtung im damals noch bewaldeten Ufer der Waag. Das „Német“ (= deutsch) im ungarischen Namen hat nichts mit Bevölkerung, sondern mit der Art der Gründung nach deutschem Recht (siehe Schultheiß) zu tun.

## Bevölkerung
| Jahr                | 1994 | 2004    | 2014    | 2024    |
| ------------------- | ---- | ------- | ------- | ------- |
| Anzahl der Personen | 1211 | 1228    | 1252    | 1295    |
| Unterschied         |      | +1,40 % | +1,95 % | +3,43 % |

| Jahr                | 2023 | 2024    |
| ------------------- | ---- | ------- |
| Anzahl der Personen | 1290 | 1295    |
| Unterschied         |      | +0,38 % |

Ergebnisse nach der Volkszählung 2001 (1250 Einwohner):
| Nach Ethnie: - 98,88 % Slowaken - 0,72 % Tschechen - 0,24 % Mährer - 0,08 % Magyaren | Nach Konfession: - 62,80 % evangelisch - 20,24 % konfessionslos - 13,76 % römisch-katholisch - 1,76 % keine Angabe |

## Bauwerke
- Kapelle des Hl. Lukas von 1837, die eine Holzkapelle mit gleichem Patrozinium aus dem 17. Jh. ersetzte
- Schulgebäude aus dem Jahr 1911 mit einem neoromanischen Turm

## Söhne und Töchter der Gemeinde
- Milan Rúfus (1928–2009), Dichter